# العلاقات الأندورية البرتغالية
العلاقات الأندورية البرتغالية هي العلاقات الثنائية التي تجمع بين أندورا والبرتغال.

## مقارنة بين البلدين
هذه مقارنة عامة ومرجعية للدولتين:
| وجه المقارنة                                              | أندورا                                                     | البرتغال                                                  |
| --------------------------------------------------------- | ---------------------------------------------------------- | --------------------------------------------------------- |
| المساحة (كم2)                                             | 468                                                        | 92.21 ألف                                                 |
| عدد السكان (نسمة)                                         | 76.18 ألف                                                  | 10.60 مليون                                               |
| الكثافة السكانية (ن./كم²)                                 | 16.28 ألف                                                  | 114.95                                                    |
| العاصمة                                                   | أندورا لا فيلا                                             | لشبونة                                                    |
| اللغة الرسمية                                             | اللغة الكتالونية                                           | اللغة البرتغالية، اللغة الميراندية                        |
| العملة                                                    | يورو                                                       | يورو، اسكودو برتغالي                                      |
| الناتج المحلي الإجمالي (بليون دولار)                      | 3.01 مليار                                                 | 217.57 مليار                                              |
| الناتج المحلي الإجمالي (تعادل القوة الشرائية) بليون دولار |                                                            | 307.82 مليار                                              |
| الناتج المحلي الإجمالي الاسمي للفرد دولار أمريكي          |                                                            | 19.22 ألف                                                 |
| الناتج المحلي الإجمالي للفرد دولار أمريكي                 |                                                            | 28.76 ألف                                                 |
| مؤشر التنمية البشرية                                      | 0.858                                                      | 0.830                                                     |
| رمز المكالمات الدولي                                      | +376                                                       | +351                                                      |
| رمز الإنترنت                                              | .ad                                                        | .pt                                                       |
| المنطقة الزمنية                                           | ت ع م+01:00، توقيت وسط أوروبا، ت ع م+02:00، أوروبا/أندورا ‏ | توقيت غرب أوروبا، توقيت غرب أوروبا الصيفي، أوروبا/لشبونة ‏ |

## منظمات دولية مشتركة
يشترك البلدان في عضوية مجموعة من المنظمات الدولية، منها:
| علم المنظمة | اسم المنظمة                    | تاريخ انضمام أندورا | تاريخ انضمام البرتغال |
| ----------- | ------------------------------ | ------------------- | --------------------- |
|             | الاتحاد الدولي للاتصالات       | 12 نوفمبر 1993      | 1866                  |
|             | منظمة حظر الأسلحة الكيميائية   | ?                   | ?                     |
|             | يونسكو                         | 20 أكتوبر 1993      | 11 مارس 1965          |
|             | مجلس أوروبا                    | ?                   | ?                     |
|             | الأمم المتحدة                  | 28 يوليو 1993       | 14 ديسمبر 1955        |
|             | منظمة الشرطة الجنائية الدولية  | ?                   | ?                     |
|             | منظمة الأمن والتعاون في أوروبا | 25 أبريل 1996       | 25 يونيو 1973         |

## وصلات خارجية
- موقع وزارة الخارجية الأندورية
- موقع وزارة الخارجية البرتغالية